# Comuna Vîsoka Pici
Vîsoka Pici (în ucraineană Високопічська сільська рада) este o comună în raionul Jîtomîr, regiunea Jîtomîr, Ucraina, formată din satele Pokostivka, Rudnea-Poșta, Staroșîika și Vîsoka Pici (reședința).

## Demografie
Componența lingvistică a comunei Vîsoka Pici
     Ucraineană (92,85%)
     Rusă (6,8%)
     Alte limbi (0,14%)
Conform recensământului din 2001, majoritatea populației comunei Vîsoka Pici era vorbitoare de ucraineană (92,85%), existând în minoritate și vorbitori de rusă (6,8%).